# Lina Kačiušytė
Lina Kačiušytė (Unión Soviética, 1 de enero de 1963) es una nadadora soviética retirada especializada en pruebas de estilo braza, donde consiguió ser campeona olímpica en 1980 en los 200 metros.

## Carrera deportiva
En los Juegos Olímpicos de Moscú 1980 ganó la medalla de oro en los 200 metros estilo braza, con un tiempo de 2:29.54 segundos que fue récord olímpico, por delante de las nadadoras también soviéticas Svetlana Varganova  y Yuliya Bogdanova.
Y en el campeonato Mundial de Natación de 1978 celebrado en Berlín ganó la plata en la misma prueba de 200 metros braza.